# Cerkev svatého Mikuláše (Zboj)
Cerkev svatého Mikuláše ve Zboji je dřevěná řeckokatolická filiální cerkev postavená původně v roce 1766 ve slovenské obci Zboj, která byla v roce 1967 přemístěna do skanzenu v Bardejovských Kúpeľoch.
Rokokový ikonostas ze Zbojské cerkve z 18. století patří k nejkrásnějším na Slovensku.

## Historie
Cerkev byla postavena v obci Zboj ve slovenské části Bukovských vrchů v roce 1766. Během druhé světové války byla cerkev poškozena. Po výstavbě zděného kostela zasvěceného Sestoupení sv. Ducha v roce 1966 byla původní dřevěná cerkev rozebrána a v roce 1967 byla i s veškerým vybavením převezena do skanzenu v Bardejovských Kúpeľoch.
V roce 1993 byly z kostela ukradeny ikony. Ikonostas byl poté převezen do Šarišského muzea v Bardejově a v cerkvi byla instalována jeho věrná kopie.

## Architektura a vybavení
Jedná se o dřevěnou stavbu srubové konstrukce, trojlodní, v současnosti neorientovanou. Malý presbytář je uzavřen trojboce, obrácen k jihu. Nízké kněžiště a loď jsou větší, čtvercové. Věž v průčelí je přistavěná nad babincem, završená dvojitou kuželovou kopulí. Šindelové stanové střechy, nad lodí čtyřboká lomená střecha a nad kněžištěm osmiboká střecha, obě završené věžičkami s kuželovými šindelovými stříškami a kovanými kříži.

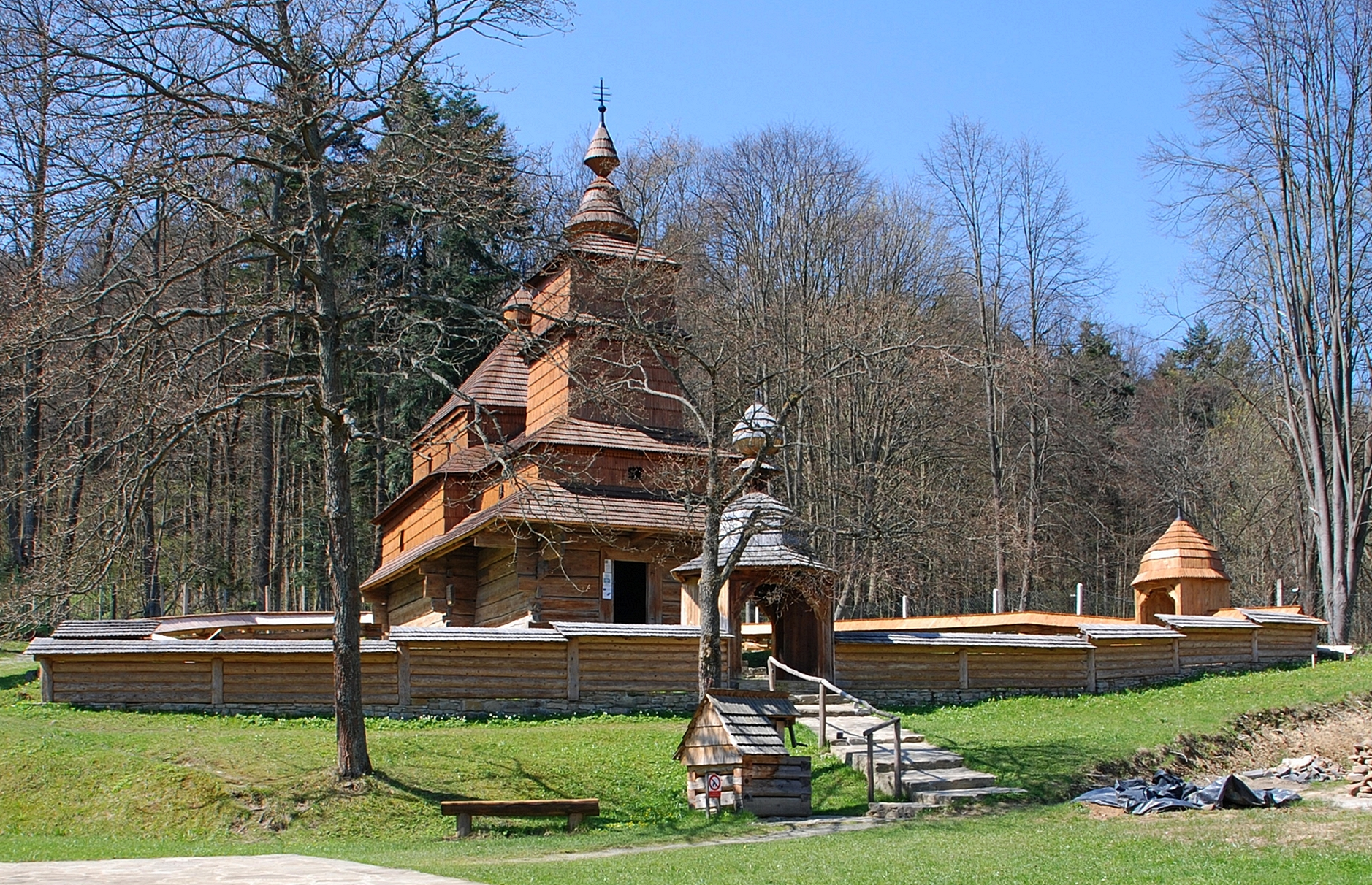
Přední průčelí
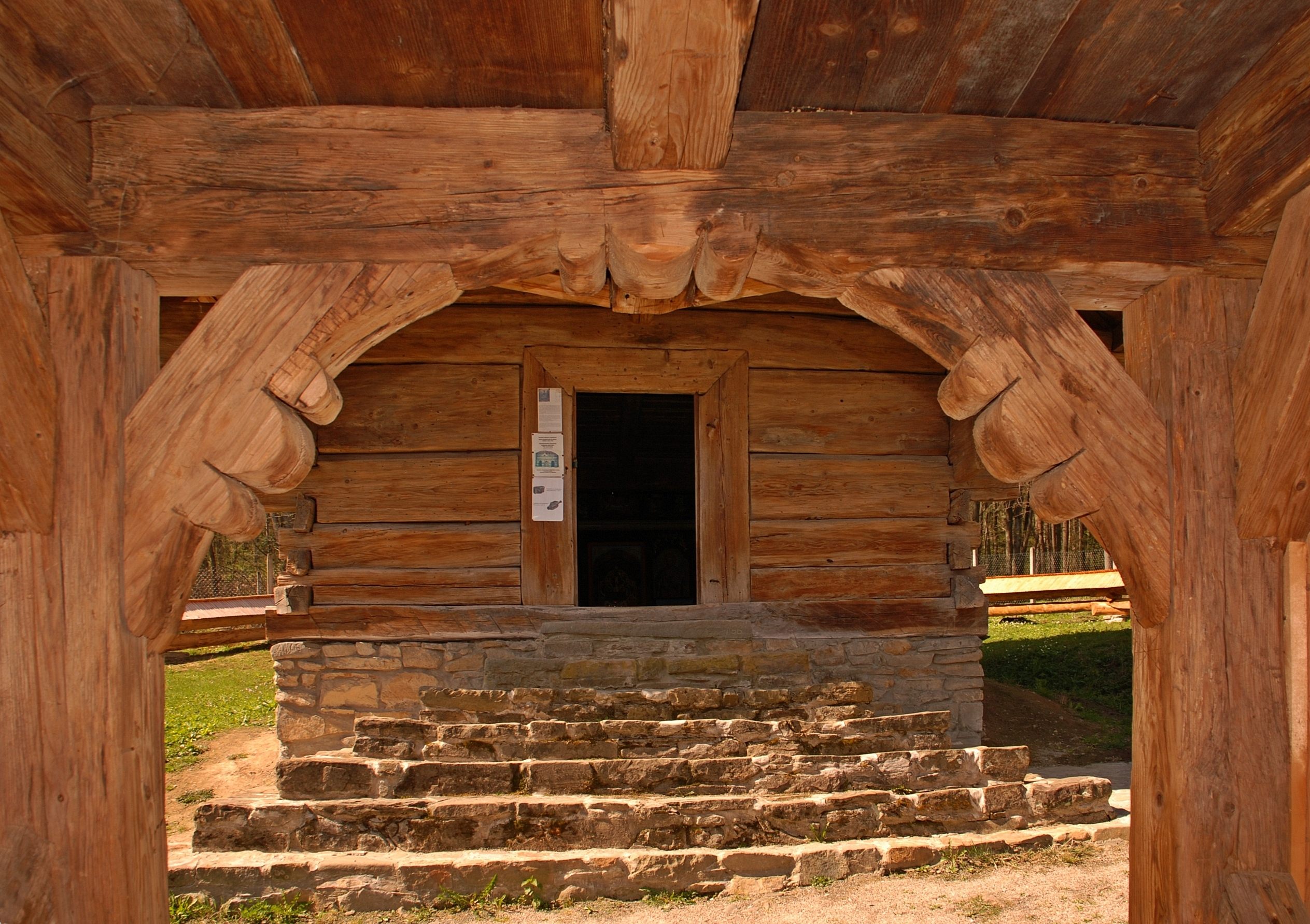
Vstupní brána
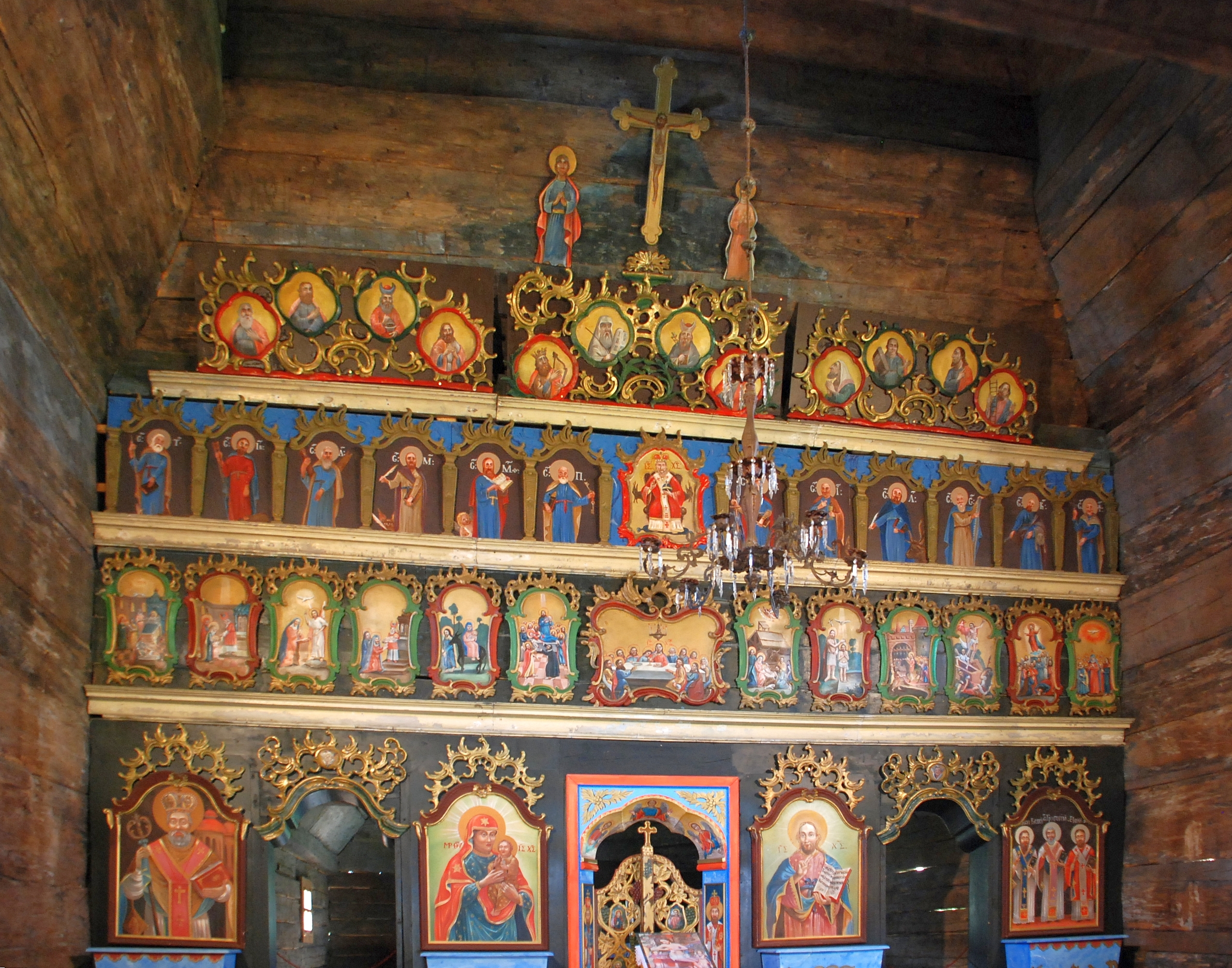
Ikonostas

Architektonicky zajímavý je interiér cerkvi. Nad lodí a kněžištěm jsou stupňovité stanové kopule. Kopule lodi je zpevněna dvěma příčnými trámy. Na jednom z nich je lustr, který umožňuje spuštění dolů pro zapálení svíček. Nad babincem je místnost, otevřená do lodi. V babinci nejsou žádná okna. V lodi je chór podepřen pouze prodlouženými stropními trámy babince. Čtyřřadý ikonostas vznikl v roce 1766 a vyznačuje se převahou modrých a růžových tónů a četnými zlacenými ozdobami, tzv. rokajlem. V první řadě se nachází dvoukřídlá carská brána a šest medailonů se čtyřmi evangelisty a dvěma zvěstováními, jakož i ikona Tří hierarchů, Basila Velikého, Řehoře Teologa a Jana Zlatoústého, patronů cerkvi. V horní části oltáře je kalvárie s ukřižovaným Kristem ze 17. století.
V Bardejovském muzeu je uložena také cenná ikona Posledního soudu z cerkvi, namalovaná na plátně v letech 1660–1680, s vyobrazením odsouzených hříšníků, které tvoří: Židé, Turci, Tataři, Němci, kalvinisté, luteráni, Maďaři a Laši (Poláci). Ikona Ukřižování ze 16. století je zase vystavena ve Slovenské národní galerii v Bratislavě.

## Okolí
Cerkev je obehnána dřevěným plotem se šindelovou střechou a bránou, zakončenou kulovitou kopulí. Brána je kopií brány z Nižného Orlíku z roku 1736.

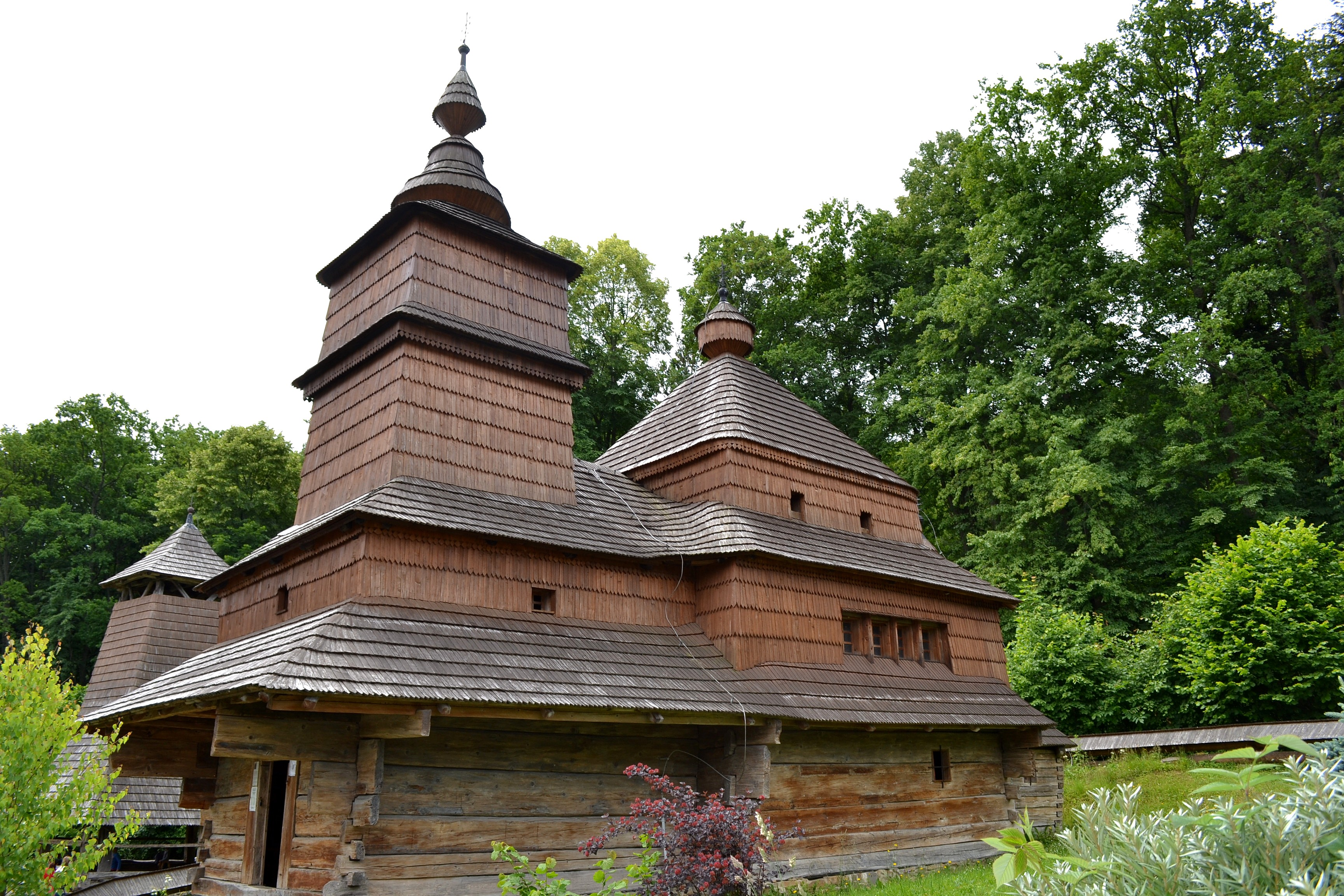
Západní průčelí
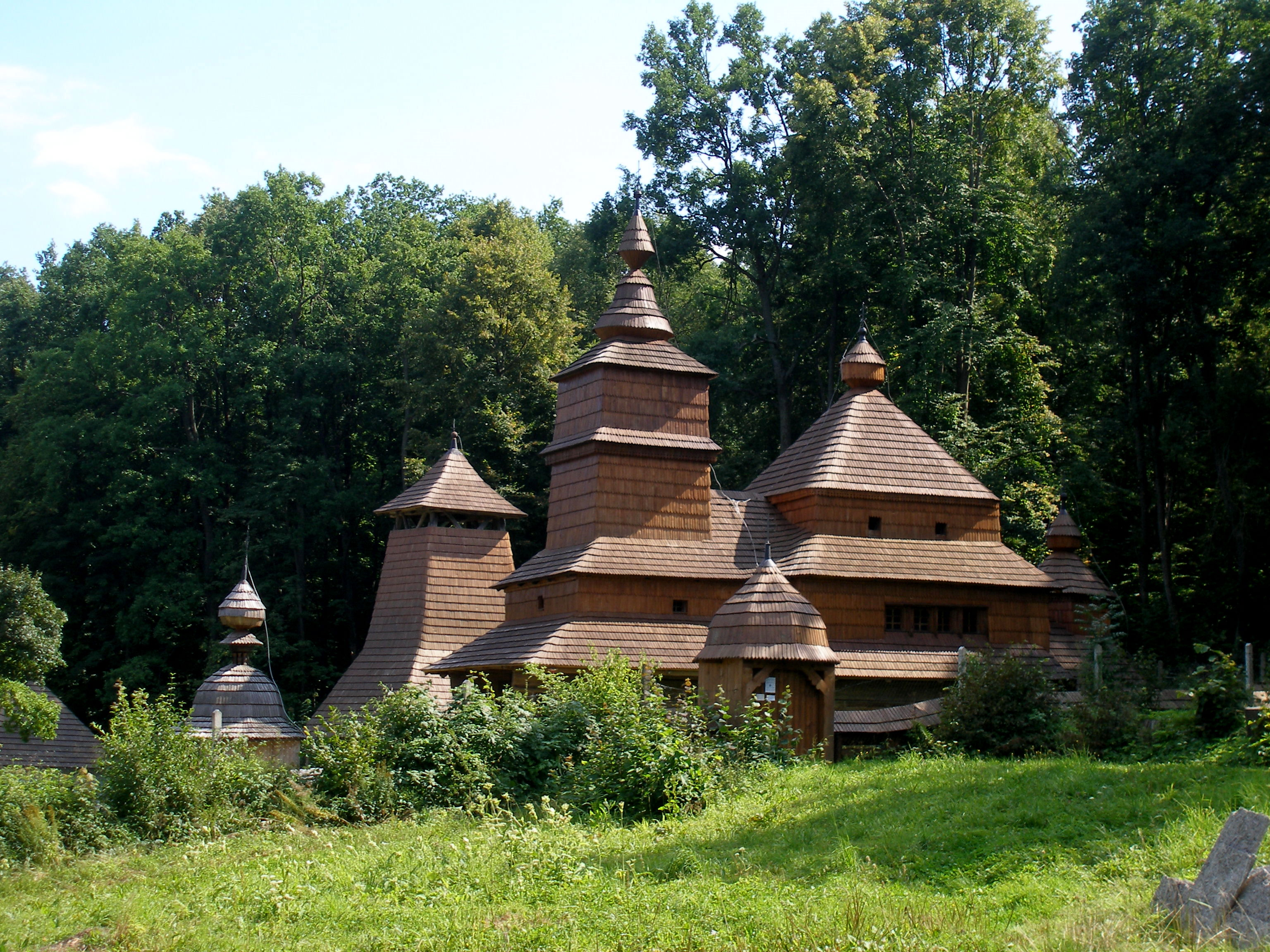
Celkový pohled
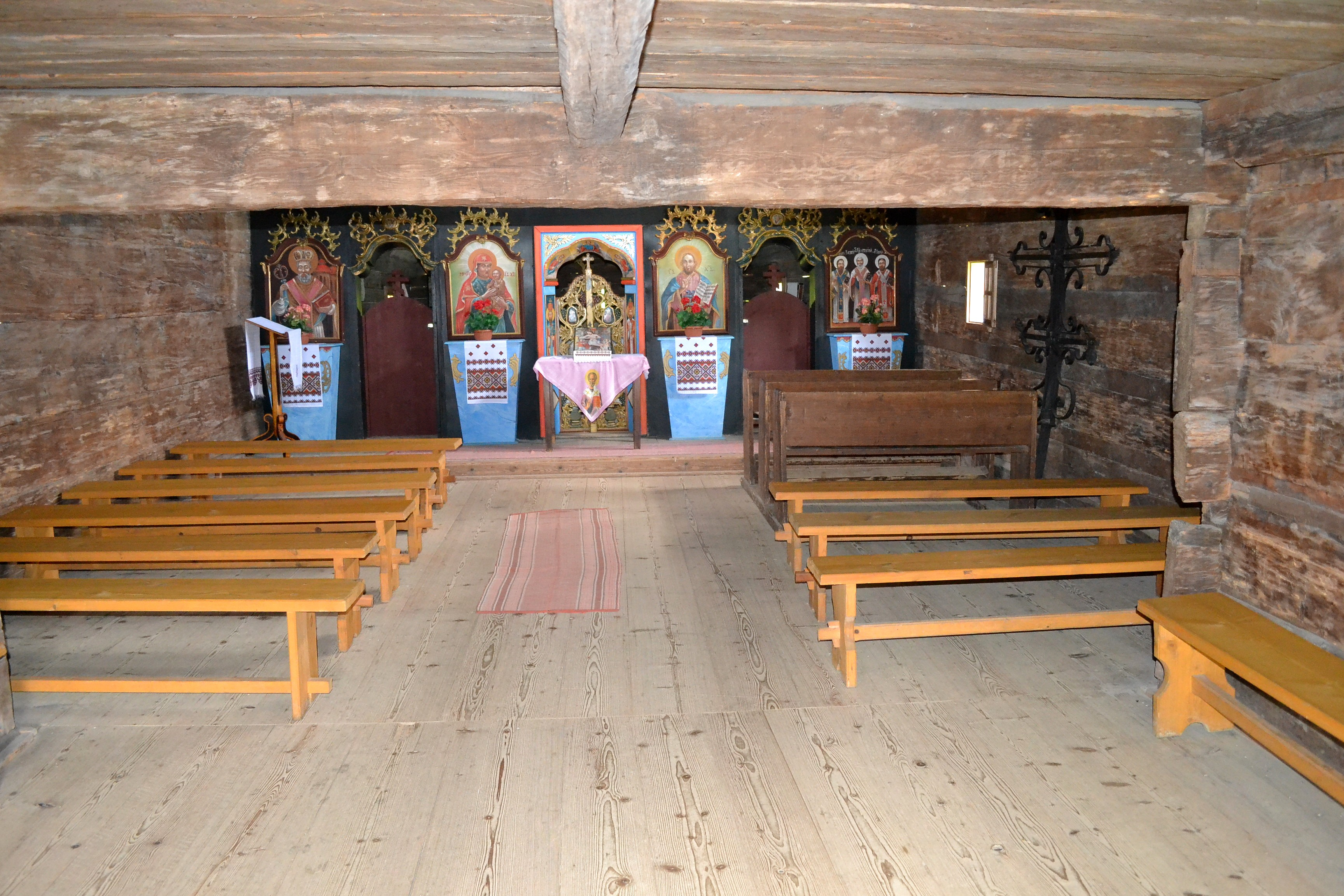
Interiér